# Jack London
Jack London (s pravim imenom John Griffith Chaney), ameriški pisatelj, * 12. januar 1876, San Francisco, † 22. november 1916, posestvo Glen Ellen, Kalifornija (ZDA).
Jack London danes velja za najpogosteje prevajanega ameriškega književnika.

## Življenjepis
Opravljal je veliko različnih poklicev. Tako je bil nosač ledu, prodajalec časopisov, tovarniški delavec, zlatokop, vojni dopisnik, mornar in popotnik. Potoval je tudi kot slepi potnik in tako mu je leta 1893 uspelo priti do Japonske. Navduševal se je nad revolucijami in bral dela Charlesa Darwina, Karla Marxa in Friedricha Nietzscheja. Ko je zbolel za skorbutom, se je ustalil v Oacklandu. Leta 1916 je po daljšem obdobju bolezni umrl na svojem posestvu. Ker je ob času smrti zaradi bolečin jemal velike količine opija, so se pojavile govorice o načrtnem samomoru. 

## Delo
Napisal je okoli '500 različnih literarnih del. V njegovih delih prevladuje pustolovska, družbeno-socialna temematika, prežeta s prizori iz narave. Najpomebnejša dela imamo prevedena v slovenščino, po nekaterih pa so posneli filme.
- Beli očnjak (v izvirniku White Fang, 1906)
- Dolina meseca (The valley of the Moon, 1913)
- Martin Eden (1909)
- Mala gospa velikega doma (The Little Lady of the Big House, 1916)
- Bele samote (Son of the Wolf, 1900)
- Zgodbe s severa in juga